# Салліс-Коув
Салліс-Коув (англ. Sally's Cove) — містечко в Канаді, у провінції Ньюфаундленд і Лабрадор.

## Населення
За даними перепису 2016 року, містечко нараховувало 20 осіб, показавши скорочення на 25,9 %, порівняно з 2011 роком. Середня густина населення становила 4,4 осіб/км².

## Клімат
Середня річна температура становить 3,3 °C, середня максимальна — 18,9 °C, а середня мінімальна — −12,7 °C. Середня річна кількість опадів — 1 302 мм.
| Клімат поселення                              | Клімат поселення | Клімат поселення | Клімат поселення | Клімат поселення | Клімат поселення | Клімат поселення | Клімат поселення | Клімат поселення | Клімат поселення | Клімат поселення | Клімат поселення | Клімат поселення | Клімат поселення |
| Показник                                      | Січ.             | Лют.             | Бер.             | Квіт.            | Трав.            | Черв.            | Лип.             | Серп.            | Вер.             | Жовт.            | Лист.            | Груд.            |                  |
| Середній максимум, °C                         | −3,46            | −4,1             | −0,18            | 5,18             | 9,72             | 14,25            | 17,84            | 18,86            | 14,27            | 9,05             | 4,26             | −1,33            |                  |
| Середня температура, °C                       | −7,74            | −8,38            | −4,48            | 0,90             | 5,43             | 9,94             | 14,67            | 15,70            | 11,11            | 5,89             | 1,08             | −4,5             |                  |
| Середній мінімум, °C                          | −12,04           | −12,68           | −8,78            | −3,39            | 1,14             | 5,66             | 11,50            | 12,56            | 7,95             | 2,75             | −2,06            | −7,64            |                  |
| Норма опадів, мм                              | 150              | 106              | 84               | 67               | 79               | 112              | 91               | 118              | 112              | 126              | 120              | 137              |                  |
| Середньомісячна швидкість вітру, м/с          | 5.06             | 4.70             | 4.76             | 4.56             | 4.23             | 4.13             | 3.83             | 3.98             | 4.36             | 4.56             | 4.84             | 4.98             |                  |
| Середньомісячна сонячна радіація, кДж/м²·день | 3411             | 6455             | 10841            | 14817            | 17833            | 19287            | 18579            | 15694            | 11460            | 6794             | 3696             | 2532             |                  |
| --------------------------------------------- | ---------------- | ---------------- | ---------------- | ---------------- | ---------------- | ---------------- | ---------------- | ---------------- | ---------------- | ---------------- | ---------------- | ---------------- | ---------------- |
| Джерело:                                      |                  |                  |                  |                  |                  |                  |                  |                  |                  |                  |                  |                  |                  |